# Pogwizdów (gromada w powiecie miechowskim)
Pogwizdów – dawna gromada, czyli najmniejsza jednostka podziału terytorialnego Polskiej Rzeczypospolitej Ludowej w latach 1954–1972.
Gromady, z gromadzkimi radami narodowymi (GRN) jako organami władzy najniższego stopnia na wsi, funkcjonowały od reformy reorganizującej administrację wiejską przeprowadzonej jesienią 1954 do momentu ich zniesienia z dniem 1 stycznia 1973, tym samym wypierając organizację gminną w latach 1954–1972.
Gromadę Narama z siedzibą GRN w Pogwizdowie utworzono – jako jedną z 8759 gromad na obszarze Polski – w powiecie miechowskim w woj. krakowskim, na mocy uchwały nr 24/IV/54 WRN w Krakowie z dnia 6 października 1954. W skład jednostki weszły obszary dotychczasowych gromad Kępie, Marcinkowice i Pogwizdów ze zniesionej gminy Tczyca oraz Uniejów Rędziny ze zniesionej gminy Chodów w tymże powiecie. Dla gromady ustalono 20 członków gromadzkiej rady narodowej.
Gromadę zniesiono 1 stycznia 1969, a jej obszar włączono do gromad: Miechów-Charsznica (wsie Uniejów Parcela, Uniejów Rędziny i Pogwizdów), Tczyca (wieś Marcinkowice) i Kozłów (wieś Kępie).